# Solary
 (décembre 2024).
- Si vous ne connaissez pas le sujet, laissez ce bandeau (vous pouvez alors contacter les auteurs).
- Si vous supprimez le contenu mis en cause (vous pouvez préalablement contacter les auteurs),

argumentez précisément cette suppression dans la page de discussion
(un manque de référence n'est pas un argument ; une recherche réelle de référence doit avoir été effectuée, être formellement documentée).
 (mars 2022).
 (mars 2022).
Si vous disposez d'ouvrages ou d'articles de référence ou si vous connaissez des sites web de qualité traitant du thème abordé ici, merci de compléter l'article en donnant les références utiles à sa vérifiabilité et en les liant à la section « Notes et références ».
Solary est une société indépendante de production de divertissement via ses Web TV, et une structure française d'esport fondée le 27 octobre 2017, par d'anciens joueurs et régisseurs d'Eclypsia, et dont le siège social est situé à Tours, tenu par Sakor « Le Roi Bisou » Ros.
Solary succède à la web TV League of Legends d'Eclypsia. Elle suit le même principe, qu'elle déclinera sur ses autres jeux principaux (Fortnite et Hearthstone), et possède à la fois des streamers, qui font de l'animation tout en ayant un très bon niveau sur leur jeu vidéo respectif, et des joueurs e-sportifs professionnels s'entraînant, en live ou non, pour des compétitions nationales et internationales.
La structure possède ainsi des joueurs professionnels sur Fortnite, League of Legends, Hearthstone, Rocket League, TrackMania, Super Smash Bros. Ultimate, Dofus, Teamfight Tactics, Dragon Ball FighterZ et Valorant.
Solary a depuis sa création élargi ses domaines d'activités : commercialisation de produits dérivés liés à Solary, l'organisation de tournois de jeux vidéo, la production et réalisation de vidéos internes et externes à l'entreprise.

## Historique
Fin février 2018, Solary annonce le recrutement de l'ex-formation d'Oserv sur un jeu en plein développement, Fortnite. Cette section connaît un fort succès avec une qualification acquise de ses deux duos en mai 2019 pour les phases finales de Coupe du monde de Fortnite,. Lors de cette première coupe du monde en juillet 2019, Karim « Airwaks » Benghalia, remporte le tournoi ProAm, les joueurs professionnels s'alliant à une association pour leur reverser leurs gains. Le joueur reverse ainsi un million d'euros à l'association de protection de l'environnement WWF.
Le 30 décembre 2021, un des fondateurs, Alexis « Chap » Barret annonce sa décision de quitter le groupe Solary afin de se consacrer à une carrière de streamer indépendant.
Lors de l'annonce des 5 ans, Alexis « Chap » Barret est cependant de retour aussi bien en tant que streamer sur son stream indépendant, mais aussi en tant qu'actionnaire[source secondaire nécessaire].
En 2024, Solary annonce lors de l'émission des 7 ans de la structure leurs nouveaux locaux d'une superficie d'environ 1 300 m2[source secondaire souhaitée].

## Web TV

### Solary
Au lancement de Solary seule la TV généraliste, Solary TV, suite spirituelle de la web TV League of Legends d'Eclypsia, est lancée en présence d'autres streamers dont ZeratoR.

### SolaryFortnite
La deuxième web TV, Solary Fortnite, est elle quasi exclusivement composée de contenu Fortnite Battle Royale.

### SolaryEvent
Une troisième TV est lancée le 28 janvier 2019, elle n'a pas vocation à diffuser du contenu de façon continue mais de pouvoir être allumée lors d’évènements lorsque les TV principales sont occupées ou pour du contenu censé attirer moins de monde.

### SolaryHS
La quatrième TV est spécialisée dans les jeux vidéo de cartes à collectionner et principalement Hearthstone. Elle est lancée le 26 février 2019 à la suite des démissions de cinq streamers de la structure ArmaTeam[source secondaire souhaitée].

## Esport
La structure Solary est aussi consacrée à l'esport. Le 27 janvier 2019, Solary recrute plusieurs joueurs reconnus pour leurs niveaux sur les scènes compétitives des trois nouveaux jeux qu'ils ont sélectionné pour étoffer la branche esport : FIFA, Super Smash Bros. et TrackMania²: Stadium. Et un mois plus tard Hearthstone grâce à l'arrivée des anciens joueurs et streamers de la structure Armateam et d'un joueur pro sur la nouvelle TV SolaryHS.
Un an plus tard de nouveaux changements surviennent avec le retrait de Solary de la scène FIFA mais aussi son arrivée sur celle de Rocket League.
En parallèle, il arrive que certains joueurs tentent de faire ponctuellement de la compétition sur d'autres jeux, comme LRB sur Mario Tennis Aces, Katare sur Battlerite Royale et Jbzz, Twiks et MZQQQ sur Apex Legends.
Depuis 2018, le Head of Esport de Solary est Diego « Taipouz » Mamés Andres, pour l'épauler Solary nomme en 2023 Romain « Caëlan » Albesa en tant que General Manager.

### Historique
Solary a lancé une structure sur différents jeux :
- 2017 : League of Legends
- 2018 : Fortnite
- 2019 : Hearthstone, Super Smash Bros. Ultimate, Trackmania, FIFA*
- 2020 : Rocket League, Teamfight Tactics
- 2021 : Dofus
- 2022 : Dragon Ball FighterZ
- 2023 : Valorant*

* Jeux sur lesquels Solary a arrêté toutes activités

### League of Legends
L'équipe Solary est l'équipe esport professionnelle de Solary qui évolue en LFL Division 1 (Ligue Française de League of Legends).
En 2018, Solary recrute les joueurs Duncan « Skeanz » Marquet au poste de jungler pour remplacer Alexis « Chap » Barret ainsi que le joueur Jean « Trayton » Medzadourian au poste de support pour remplacer Romain « Caelan » Albesa qui passe coach. Ils rejoignent ainsi les joueurs César « Wakz » Hugues au poste de bot laner, Alexis « Melon » Barrachin au poste de mid laner et Andrea « Katare » Suchodolski au poste de top laner,.
La même année en fin de saison Trayton et Skeanz, sont recrutés par l'équipe « Academy » de Vitality et quittent Solary.
| Pseudo           | Nom                | Arrivée | Équipe précédente |
| ---------------- | ------------------ | ------- | ----------------- |
| « Tioo »         | Théo Puissant      | 2022    | Lunary            |
| « Narkuss »      | Alexandre Mege     | 2022    | Lunary            |
| « Sharkk »       | Luc Gonçalves      | 2022    | Lunary            |
| « Le Roi Bisou » | Sakor Ros          | 2022    | Lunary            |
| « Katare »       | Andrea Suchodolski | 2022    | Royals            |
| « Wakz »         | César Hugues       | 2022    | Royals            |

#### Solary (LFL Division 1)
En janvier 2019, Solary est une des huit équipes participant au lancement de la LFL Division 1 avec une équipe composée des joueurs Manaty, Wakz, Tioo, Katare et Hantera. 
L'équipe fini les deux segments de 2019 (Spring et Summer) sur les mêmes scores : deux victoires pour douze défaites, amenant à deux dernières places consécutives.
En 2020, lors du Spring l'équipe obtient plusieurs victoires en LFL notamment contre les favoris de l'épreuve, Vitality.bee. Cependant, l'équipe n'atteint pas la phase des barrages (playoffs), comme durant le segment Summer 2019.
En 2021, afin de mieux figurer en compétition, Solary change tous les joueurs de son équipe. Pour la première fois, l'équipe intègre des joueurs étrangers non-francophones : l'autrichien Marcel « Scarlet » Wiederhofer (mid laner) et le néerlandais Patrick « Asza » Jacobs (bot laner). Ils rejoignent les français Cédric « Eyliph » Robert (top laner), Charly « Djoko » Guillard (jungler) et Pierre « Steeelback » Medjaldi (support).
Pendant le mercato d'hiver 2021-2022, l'équipe se sépare du top laner Eyliph afin de signer sur deux ans un jeune talent slovaque : Simon « Kio » Králik,.
Malgré des performances pas à la hauteur des espérences le roster 2024 de Solary réussit à se hisser en finale de la Coupe de France 2024, en battant notamment la Team BDS Academy en 1/4 de finale et BK ROG Esports en 1/2 finale. L'équipe s'inclinera en finale contre Vitality.Bee.
| Pseudo       | Identité         | Rôle            | Arrivée          | Équipe précédente |
| ------------ | ---------------- | --------------- | ---------------- | ----------------- |
| « Kryze »    | Felix Hellström  | Top Laner       | 12 janvier 2024  | LDLC OL           |
| « Decay »    | Nicolas Gawron   | Mid Laner       | 12 janvier 2024  | Giants            |
| « TakeSet »  | Belan Ahour      | Bot Laner       | 16 mai 2024      | FUT Esports       |
| « Mersa »    | Mertai Sari      | Support         | 30 octobre 2024  | Team Heretics     |
| « Markoon »  | Mark van Woensel | Jungle          | 22 novembre 2024 | Rogue             |
|              |                  |                 |                  |                   |
| « Caëlan »   | Romain Albesa    | Manager         | 12 janvier 2024  | Solary Académie   |
| « Dan Dan »  | Danny Le Comte   | Coach           | 1er octobre 2024 | 100 Thieves       |
| « DIEMdodo » | Dominik Mansch   | Coach Assistant | 22 novembre 2024 | FC Schalke 04     |

| Pseudo              | Nom                  | Rôle              | Arrivée          | Départ            | Équipe précédente        | Équipe suivante           | Cause du départ                             |
| ------------------- | -------------------- | ----------------- | ---------------- | ----------------- | ------------------------ | ------------------------- | ------------------------------------------- |
| « Hairost »         | Aymerick Sergeant    | Coach             | 16 mai 2024      | 18 novembre 2024  | LDLC OL                  | -                         | Changement partiel du roster                |
| « Cook »            | Ismaël Lakel         | Coach             | 12 janvier 2024  | 18 novembre 2024  | Atletec                  | -                         | Changement partiel du roster                |
| « Myrtus »          | Mohamed Rahli        | Support           | 12 janvier 2024  | 18 novembre 2024  | Atletec                  | -                         | Changement partiel du roster                |
| « Monsieur Yordle » |                      | Analyste          | 12 janvier 2024  | 18 novembre 2024  | MS Company               | -                         | Changement partiel du roster                |
| « Nayas »           | Victor Quevrin       | Coach Assistant   | 12 janvier 2024  | 18 novembre 2024  | Failen9                  | -                         | Changement partiel du roster                |
| « Eckas »           | Edgaras Strazdauskas | Jungler           | 12 janvier 2024  | 18 novembre 2024  | GameWard                 | -                         | Changement partiel du roster                |
| « Innaxe »          | Nihat Dzhelal Aliev  | Bot Laner         | 12 janvier 2024  | 16 mai 2024       | Vitality.Bee             | Team du Sud               |                                             |
| « Samchaka »        | Romain Melaye        | Manager           | 8 février 2021   | 20 janvier 2024   | Solary (Coach)           | -                         | Changement de roster                        |
| « Krakmo »          | Mathias Laborde      | Analyste          | 14 janvier 2023  | 4 janvier 2024    | GrosBill Reborn (Joueur) | Gentle Mates              | Changement de roster                        |
| « Melonik »         | Dawid Ślęczka        | Top Laner         | 14 janvier 2023  | 22 novembre 2023  | GameWard                 | Zero Tenacity             | Changement de roster                        |
| « Shlatan »         | Lucjan Ahmad         | Jungler           | 14 janvier 2023  | 22 novembre 2023  | Misfits Premier          | NNO Prime                 | Changement de roster                        |
| « TakeSet »         | Belan Ahour          | Bot Laner         | 14 janvier 2023  | 22 novembre 2023  | FC Schalke 04            | FUT Esports               | Changement de roster                        |
| « Peng »            | Pengcheng Shen       | Mid Laner         | 14 janvier 2023  | 22 novembre 2023  | Team Oplon               | GameWard                  | Changement de roster                        |
| « Steeelback »      | Pierre Medjaldi      | Support           | 10 décembre 2020 | 22 novembre 2023  | Team Vitality            | GameWard                  | Changement de roster                        |
| « Amiral »          | Allan El Bahhari     | Streamer          | 2022             | Fin 2023          | Royals                   | -                         |                                             |
| « KiKi »            | Kilian Audroin       | Coach             | 14 janvier 2023  | 25 octobre 2023   | LDLC OL                  | -                         |                                             |
| « Chap »            | Alexis Barret        | Streamer          | 27 octobre 2022  | 21 février 2023   | Pique Sel (Joueur)       | Sentinel (Joueur)         |                                             |
| « Stasko »          | Stanimir Ganev       | Coach de position | 23 mai 2022      | 10 novembre 2022  | -                        | One More Esports (Coach)  | Changement complet de l'équipe              |
| « Kio »             | Simon Králik         | Top Laner         | 26 novembre 2021 | 10 novembre 2022  | Inside Games             | Izi Dream                 | Changement complet de l'équipe              |
| « Rafa »            | Eduardo Moreira      | Coach assistant   | 30 mai 2021      | 10 novembre 2022  | Phlox Gaming (Coach)     | Izi Dream                 | Changement complet de l'équipe              |
| « Just jon »        | Jonathan Ellis       | Coach             | 30 mai 2021      | 10 novembre 2022  | Godsent                  | -                         | Changement complet de l'équipe              |
| « Asza »            | Patrick Jacobs       | Bot Laner         | 10 décembre 2020 | 10 novembre 2022  | EURONICS Gaming          | GamerLegion               | Changement complet de l'équipe              |
| « Scarlet »         | Marcel Wiederhofer   | Mid Laner         | 10 décembre 2020 | 10 novembre 2022  | EURONICS Gaming          | ERN Roar                  | Changement complet de l'équipe              |
| « Djoko »           | Charly Guillard      | Jungler           | 10 décembre 2020 | 10 novembre 2022  | Team MCES                | Izi Dream                 | Changement complet de l'équipe              |
| « Eyliph »          | Cédric Robert        | Top Laner         | 9 décembre 2020  | 22 novembre 2021  | Izi Dream                | Dusty                     | Modification de roster                      |
| « H1iva »           | Aleksi Kaikkonen     | Coach             | 8 février 2021   | 30 mai 2021       | Munster Rugby (Support)  | Misfist premier           |                                             |
| « Fraid »           | Frédéric Simonet     | Top Laner         | 19 mai 2020      | 1er décembre 2020 | GG Call Nash             | MCES Academy              | Changement complet de l'équipe              |
| « Dreamsu »         | Joffrey Livet        | Bot Laner         | 19 mai 2020      | 1er décembre 2020 | Team Oplon               | Gameward Academy          | Changement complet de l'équipe              |
| « Tonerre »         | Scott Ménard         | Mid Laner         | 17 avril 2019    | 1er décembre 2020 | GamersOrigin             | BCN Squad                 | Changement complet de l'équipe              |
| « Manaty »          | Stéphane Dimier      | Jungler           | 7 janvier 2019   | 1er décembre 2020 | Legion Gamma             | LDLC OL                   | Changement complet de l'équipe              |
| « Hantera »         | Jules Bourgeois      | Support           | 7 janvier 2019   | 1er décembre 2020 | E-corp Gaming            | UCAM Esports              | Changement complet de l'équipe              |
| « Katare »          | Andrea Suchodolski   | Top Laner         | 27 octobre 2017  | 19 mai 2020       | Eclypsia                 | Eclypse                   | Création de la troisième équipe « Eclypse » |
| « Wakz »            | César Hugues         | Bot Laner         | 27 octobre 2017  | 19 mai 2020       | Eclypsia                 | Eclypse                   | Création de la troisième équipe « Eclypse » |
| « Caelan »          | Romain Albesa        | Coach             | 7 janvier 2019   | Fin 2019          | Solary                   | Solary Académie (Manager) |                                             |
| « Tioo »            | Théo Puissant        | Mid Laner         | 12 août 2018     | 12 avril 2019     | Lunary                   | Lunary                    |                                             |
| « Skeanz »          | Duncan Marquet       | Jungler           | 4 mai 2018       | 7 janvier 2019    | Team LDLC                | Vitality.Bee              |                                             |
| « TraYtoN »         | Jean Medzadourian    | Support           | 4 mai 2018       | 7 janvier 2019    | Gentside                 | Vitality.Bee              |                                             |
| « Melon »           | Alexis Barrachin     | Mid Laner         | 27 octobre 2017  | 12 août 2018      | Eclypsia                 | Lunary                    |                                             |
| « Caelan »          | Romain Albesa        | Support           | 27 octobre 2017  | 4 mai 2018        | Eclypsia                 | Solary (coach)            |                                             |
| « Chap »            | Alexis Barret        | Jungler           | 27 octobre 2017  | 12 avril 2018     | Misfits Academy          | Lunary                    |                                             |

| Compétition                  | Saison    | Play-offs  | Notes    |
| ---------------------------- | --------- | ---------- | -------- |
| LFL Summer 2024              | 7e sur 10 | -          | 8W / 10L |
| LFL Spring 2024              | 7e sur 10 | -          | 8W / 10L |
| LFL Summer 2023              | 4e sur 10 | 5e         | 11W / 7L |
| LFL Spring 2023              | 4e sur 10 | 5e         | 10W / 8L |
| LFL Summer 2022              | 8e sur 10 | -          | 7W / 11L |
| LFL Spring 2022              | 7e sur 10 | -          | 8W / 10L |
| LFL Summer 2021              | 4e sur 10 | 4e         | 11W / 7L |
| LFL Spring 2021              | 6e sur 10 | -          | 9W / 9L  |
| LFL Summer 2020              | 7e sur 8  | -          | 5W / 9L  |
| LFL Spring 2020              | 6e sur 8  | -          | 6W / 8L  |
| LFL Summer 2019              | 8e sur 8  | -          | 2W / 12L |
| LFL Spring 2019              | 8e sur 8  | -          | 2W / 12L |
| Open Tour 2018               | 7e sur 40 | 5e sur 8   |          |
| Challenge France Winter 2017 | -         | 5/6e sur 6 |          |

#### Solary Académie féminine (Open Tour féminin)
Après la disparition de son équipe académique en LFL Division 2 fin 2021, l'organisation annonce, le 17 mars 2023, le retour d'une académie Solary, visant cette fois à accompagner une équipe féminine francophone dans un projet semi-professionnel rémunéré.
L'idée principale de cette initiative est de participer au développement de la scène esport féminine de League of Legends, et fait suite à l'arrivée de plusieurs grosses structures sur la scène féminine, telle que G2 Esports ou encore Team Vitality, mais aussi à l'annonce de la création d'une compétition féminine par Webedia et Riot Games prévue pour octobre et novembre 2023, la Coupe des Étoiles.
De plus, pour augmenter la visibilité de la scène féminine, Solary annonce que les tryouts, matchs de sélection entres potentielles recrues visant à voir celles sortant du lot afin de constituer la meilleure équipe possible, seront diffusés publiquement sur la chaîne Twitch de l'organisation.
L'annonce de l'équipe est prévue pour mi-mai 2023, étant donné la participation de l'équipe à la compétition Pathfinders, un tournoi entre équipes féminines, fin mai 2023.
| Pseudo     | Nom           | Rôle    | Arrivée         | Équipe précédente |
| ---------- | ------------- | ------- | --------------- | ----------------- |
| « Aos Si » | Sophia        | Support | 15 février 2024 | Solary Académie   |
|            |               |         |                 |                   |
| « Caelan » | Romain Albesa | Manager | 14 mai 2023     | Solary (Streamer) |

### Anciennes équipes deLeague of Legends

#### Solary Academy (LFL Division 2 - 2021)
L'équipe Solary Academy est la formation de Solary qui évolue en LFL Division 2 depuis 2021. Elle prend la place de l'équipe Eclypse de Solary qui passe alors en Open Tour.
En tant qu'équipe « Academy », ses joueurs ont, aussi, pour but de remplacer les joueurs de l'équipe Solary LFL Division 1 qui seraient dans l'incapacité de participer à des matchs.
Le premier joueur à être annoncé, et autour duquel l'équipe a été formée, Badlulu, était un joueur de la ZrT TrackMania Cup.
Narkuss avait déjà tenté la formation d'une équipe « Academy » avec Lunary Academy en juin 2019, mais elle a été assez rapidement dissoute dans l'indifférence, trois mois plus tard[source secondaire souhaitée].

#### Eclypse (LFL Division 2 - 2020 / Open Tour - 2021)
L'équipe Eclypse est composée exclusivement de streamers de Solary. Eclypse s'est formée après le départ de Wakz et Katare de l'équipe Solary. Les trois autres joueurs pour compléter l'équipe proviennent de chez Lunary[source secondaire souhaitée].
Au départ Eclypse était destinée à évoluer en LFL Division 2, mais six mois après sa création, elle laisse sa place dans cette ligue à l'équipe Solary Academy nouvellement créée.

#### Royals
En 2022, une reconstruction de l'équipe s'opère. Eclypse devient Royals (anagramme de Solary) toujours avec l'objectif de défendre les couleurs de la structure en Open Tour aux côtés de Lunary.
Le jungler « Amiral » est recruté en provenance de l'équipe de LFL Division 2 PCS, ainsi que le jeune « Myrtus », encore scolarisé[source secondaire souhaitée].

### Fortnite(2018-)

#### Solary
| Pseudo      | Nom                       | Rôle                      | Arrivée           | Équipe précédente           |
| ----------- | ------------------------- | ------------------------- | ----------------- | --------------------------- |
| « Floki »   | Manoël Da Costa (22 ans)  | Joueur                    | 18 septembre 2020 | Supremacy                   |
| « Kurama »  |                           | Joueur                    | 20 octobre 2024   | Reality Zone                |
| « Skyjump » |                           | Joueur                    | 21 décembre 2024  | 2R-Esport                   |
| « Momsy »   |                           | Joueur                    | 22 janvier 2025   | BTL Esport                  |
| « Rax »     |                           | Joueur                    | 26 mars 2025      | Nixoy Esports               |
| « Kombek »  |                           | Joueur                    | 9 avril 2025      | FLC Clan                    |
| « Karmaa »  |                           | Joueur Académique         | 17 juin 2025      | Vortex CGO                  |
| « Triix »   |                           | Joueur Académique         | 17 juin 2025      | Vortex CGO                  |
|             |                           |                           |                   |                             |
| « Taipouz » | Diego Mamés Andres        | Manager                   | 28 février 2018   | Eclypse (League of Legends) |
| « Hunter »  | Corentin Tardif (24 ans)  | Caster                    | 28 février 2018   | Oserv Esport                |
| « Revenja » | Ronan Berquignol (24 ans) | Head of Fortnite / Caster | 17 septembre 2022 | Glorious Esport             |
| « Aarnax »  | Arnaud Brazey             | Coach                     | 4 mars 2023       | Mirage Elyandra             |

Note : Tous les joueurs et casters sont aussi des streamers
*Compétitions en présentiel
| Pseudo               | Nom                 | Arrivée         | Départ            | Équipe précédente          | Équipe suivante            | Cause du départ |
| -------------------- | ------------------- | --------------- | ----------------- | -------------------------- | -------------------------- | --- |
| « ADZ »              | Adil Kamel          | 9 avril 2018    | 20 juin 2018      | Mate Me Up                 | Vitality                   | A préféré accepter l'offre de Vitality quand Kinstaar ne l'a pas choisi comme duo.                                          |
| « Yoshi »            | Carlos Abreu        | 28 février 2018 | 8 avril 2018      | Oserv Esport               | Lunary                     | Pas au niveau et manque d'envie. Continue chez Solary en tant que caster-streamer et fait de la compétition en duo et solo. |
| « Samchaka » (Coach) | Romain Melaye       | juillet 2018    | Fin 2019          | Solary (League of Legends) | Solary (League of Legends) | |
| « Airwaks »          | Karim Benghalia     | juin 2017       | 15 février 2020   | Lunary                     | Vitality                   | |
| « Nikof »            | Nicolas Frejavise   | 3 février 2019  | 15 février 2020   | Bastille Legacy            | Vitality                   | |
| « MzQQQ »            | James Paumard       | 28 février 2018 | 3 mars 2020       | Oserv Esport               | -                          | |
| « Kinstaar »         | Duong Huynh         | 28 février 2018 | 5 octobre 2020    | Oserv Esport               | -                          | Arrête définitivement Fortnite                                                                                              |
| « DRG »              | Evan Depauw         | 28 février 2020 | 23 février 2021   | Vitality                   | -                          | |
| « Emxxrr »           | Emir Zengin         | 17 avril 2020   | Décembre 2021     | Team Gameward              | -                          | Continue la compétition en tant que streamer indépendant                                                                    |
| « Papass » (Coach)   | Antoine Pasquier    | juin 2020       | Décembre 2021     | Vitality                   | -                          | Souhaite passer plus de temps sur sa chaine perso                                                                           |
| « Neakoz »           | Adam Hussain        | 19 janvier 2022 | Avril 2022        | RAMS                       | -                          | Arrête définitivement Fortnite                                                                                              |
| « BlastR »           | Malow Orrieux       | 06 février 2021 | 6 janvier 2023    | ATX Esports                | Rivage World               | Fin de contrat |
| « Egrm »             | Bryan Baris         | 19 janvier 2022 | 6 janvier 2023    | LAVY Esports               | -                          | Fin de contrat |
| « Magl »             | Enzo Da Silva       | 28 février 2020 | 20 janvier 2023   | Supremacy                  | BSK Esport                 | Solary souhaite un roster plus compétitif                                                                                   |
| « TChypSs »          | Samuel Busquet      | 2 février 2023  | 29 septembre 2023 | Rivage world               | Lyost Esport               | Arrête temporairement Fortnite                                                                                              |
| « Clement »          | Clément Lesobre     | 14 août 2021    | 2 janvier 2024    | Homyno                     | Team GO                    | Souhaite se lancer en tant que streamer solo                                                                                |
| « DKS »              | Raphaël Bernaville  | 2 février 2023  | 30 juin 2024      | Team MCES                  | -                          | Baisse de motivation pour continuer a s'investir complètement sur le jeu                                                    |
| « Grimz » (Coach)    | Maxime Frank        | 4 mars 2023     | 30 juin 2024      | Mirage Elyandra            | Team HavoK                 | Baisse de motivation pour continuer a s'investir complètement sur le jeu                                                    |
| « Voxe »             | Léon Becquet        | 13 janvier 2024 | 31 juillet 2024   | Team GO                    | R8 Esports                 | Fin de contrat |
| « Artskill »         | Naël A. (18 ans)    | 8 juillet 2022  | 30 décembre 2024  | Team FNX                   | -                          | - |
| « Skydeun »          | Paulin Nao (20 ans) | 13 janvier 2024 | 30 décembre 2024  | Aight                      | -                          | Joue au Moyen-Orient pour sa collaboration avec Unchained                                                                   |

#### Lunary (2018-2022)
| Pseudo       | Nom             | Arrivée         | Départ          | Équipe précédente               | Équipe suivante            | Cause du départ |
| ------------ | --------------- | --------------- | --------------- | ------------------------------- | -------------------------- | --- |
| « Hoppy »    | Dylan Aube      | 7 avril 2018    | 21 mai 2018     | Vitality (H1Z1)                 | -                          | |
| « Mushway »  | Johann Cyr      | 8 avril 2018    | 21 mai 2018     | -                               | Prism                      | Ban de Twitch |
| « Airwaks »  | Karim Benghalia | 5 avril 2018    | juin 2018       | Team ROCCAT (League of Legends) | Solary                     | Promotion dans l'équipe Solary après le départ de ADZ                                                                   |
| « Xewer »    | Grégory Boye    | 8 avril 2018    | 13 février 2019 | Mate Me Up                      | Grizi Esport               | Parti de Solary en solo                                                                                                 |
| « Jbzz »     | Julien Dupré    | 1er avril 2018  | 5 octobre 2019  | Lunary (League of Legends)      | Lunary (League of Legends) | |
| « Cataleya » | Sarah Gia       | 9 octobre 2020  | 5 octobre 2021  | MCES                            | -                          | Fin de contrat |
| « Twiks »    | Julien Tonneau  | 14 octobre 2018 | Mai 2022        | -                               | -                          | |
| « Yoshi »    | Carlos Abreu    | 8 avril 2018    | Juillet 2022    | Solary                          | -                          | Fin de collaboration avec Solary, continue en tant que streamer indépendant et joueur professionnel sur Pokémon Unite,. |

### Hearthstone(2019-)
| Pseudo       | Nom                        | Arrivée         | Équipe précédente |
| ------------ | -------------------------- | --------------- | ----------------- |
| « Dizdemon » | Loïc Poulain (30 ans)      | 26 février 2019 | Team Oplon        |
| « Felkeine » | Théo Dumont (29 ans)       | 26 février 2019 | ArmaTeam          |
| « Odemian »  | Alexandre Leadley (34 ans) | 26 février 2019 | ArmaTeam          |
| « Oliech »   | Arnaud Stassart (35 ans)   | 26 février 2019 | ArmaTeam          |
| « Tars »     | Rémi Roesch (36 ans)       | 26 février 2019 | ArmaTeam          |
| « Maverick » | Michaël Looze (30 ans)     | 4 juillet 2020  | Vitality          |

### Super Smash Bros.(2019-)
| Pseudo       | Nom                     | Personnage principal | Arrivée         | Équipe précédente   |
| ------------ | ----------------------- | -------------------- | --------------- | ------------------- |
| « Glutonny » | William Belaïd (30 ans) | Wario                | 27 janvier 2019 | orKs Grand Poitiers |

Le Français Enki « Enki » Dufoyer, spécialisé Pikachu, a officiellement porté le maillot Lunary pour la compétition internationale Genesis 6 du 1er au 3 février 2019 à Oakland en Californie, où il finit 123e sur plus de 2000 participants[pertinence contestée].
En parallèle, Christopher « NTK » Nunes rejoint Solary le 27 janvier 2019 en tant qu'administrateur de tournois afin de développer la compétition sur le jeu en France car Solary a le projet d'organiser des tournois mensuels à Paris avec de l'argent pour les gagnants.
Leon est réintégré chez Solary après que la justice n'ait retenu aucune charge contre lui. Le joueur de Lucina avait effectivement vu son contrat suspendu après des accusations de harcèlement larvé[source secondaire souhaitée].

### TrackMania(2019-)
| Pseudo       | Nom                  | Rôle    | Arrivée           | Équipe précédente |
| ------------ | -------------------- | ------- | ----------------- | ----------------- |
| « CarlJr. »  | Carl-Antoni Cloutier | Joueur  | 27 janvier 2019   | .zT               |
|              |                      |         |                   |                   |
| « CiremyxX » | Aymeric Gnansounou   | Manager | 12 septembre 2020 | GamingPrive       |

Carl-Antoni « Carl Jr. » Cloutier, triple champion du monde, et Brendan « Bren » Seve, rejoignent Solary le 27 janvier 2019 à l'occasion du lancement du tout nouveau championnat officiel de Nadeo, la TrackMania Grand League (TMGL), qui se déroule en plusieurs étapes suivi d'un tournoi pour les 8 meilleurs. Les étapes avaient la particularité jusqu'à la saison Fall 2021 que les joueurs avaient la probabilité de perdre la totalité de leurs points acquis sur l'étape pendant les dernières cartes jouées, ce qui frustrait terriblement les joueurs, et à l'été 2020 ils s'étaient même tous rassemblés pour protester officiellement contre ce système mis en place. À partir de Fall 2021, le système a été remplacé par un système de combos multiplicateurs au lieu de la perte de points.
Pour l'annonce de leur arrivée à Solary, ZeratoR, qui aide à populariser le jeu en France auprès des spectateurs de Twitch en organisant chaque année la ZrT TrackMania Cup, que Carl Jr. avait déjà remporté quatre fois, a participé à la vidéo de l'annonce du transfert de ces deux joueurs de son équipe .ZT vers l'équipe Solary[source secondaire souhaitée].
À la suite de la volonté de Nadeo de limiter à un seul joueur les structures participantes à la TrackMania Grand League, afin d'avoir un grand nombre d'équipes différentes, Bren est obligé de quitter Solary avant le début de la saison Fall 2020 (automne 2020) pour pouvoir continuer de participer à la TrackMania Grand League[source secondaire souhaitée].
Durant la saison winter 2020, Solary avait déplacé Bren dans une équipe Lunary pour qu'il puisse rester vu qu'aucun des deux se voulaient se quitter, mais la saison suivante, Nadeo a resserré les conditions d'accès, et le montage Solary/Lunary n'était plus accepté[source secondaire souhaitée].
| Compétition                                  | Carl Jr.           | Pac                | Bren          |
| -------------------------------------------- | ------------------ | ------------------ | ------------- |
| TM World Tour - World Championship - 2023    | Médaille d'argent  | Médaille d'argent  | -             |
| TM World Tour - Split 2 - 2023               | Médaille de bronze | Médaille de bronze | -             |
| TM World Tour - Split 1 - 2023               | Médaille d'or      | Médaille d'or      | -             |
| Trackmania Grand League World Cup 2022       | Médaille d'or      | -                  | -             |
| ZrT Trackmania Cup 2022                      | 5e                 | -                  | -             |
| TMGL Spring 2022                             | Médaille d'argent  | -                  | -             |
| ZrT Trackmania cup 2021                      | 9e                 | -                  | -             |
| Trackmania Grand League World Cup: 2020-2021 | Médaille d'or      | -                  | -             |
| TMGL Winter 2021                             | Médaille d'or      | -                  | -             |
| TMGL Fall 2020                               | Médaille d'or      | -                  | -             |
| ZrT Trackmania cup 2020                      | Médaille d'argent  | -                  | · (ex æquo)   |
| TMGL Winter 2020                             | Médaille d'or      | -                  | 10e           |
| TMGL Beta Edition                            | 5/6e               | -                  | 4e            |
| ZrT Trackmania cup 2019                      | Médaille d'or      | -                  | Médaille d'or |

### Rocket League(2020-)
Longtemps évoqué, Solary arrive finalement en février 2020 sur la scène esport du jeu Rocket League en recrutant une équipe constituée depuis décembre 2019, Bloc Bloc, se composant de trois jeunes joueurs (moyenne d'âge de 16 ans), et évoluant en RLRS (division 2). Peu de temps après leur arrivée, les joueurs arrivent à gagner leur place pour la saison 10 des RLCS (division 1), première équipe composée entièrement de Français à réaliser l'exploit.
Peu de temps après avoir réussi à accéder aux RLCS, une certaine confusion au sein de l'équipe a mené à ce que le joueur Meloshisu soit mis en retrait avant qu'il soit finalement remplacé par Yukiss, dont Tox prendra la place quelques mois plus tard.
Le 10 mars 2021, Solary se sépare de son équipe, et annonce le lendemain leur nouvelle composition, qui est en fait l'ancienne équipe de Oxygen Esports.

### Teamfight Tactics(2020-)
| Pseudo        | Nom           | Arrivée         | Rôle     | Équipe précédente                |
| ------------- | ------------- | --------------- | -------- | -------------------------------- |
| « Voltariux » | Eric Gadchaux | 31 août 2020    | Joueur   | -                                |
|               |               |                 |          |                                  |
| « ImSoFresh » | Karim Bbahla  | 27 octobre 2022 | Streamer | PCS Predator (League of Legends) |

À l'occasion des TFT Galaxies Championship de 2020, l'équivalent des championnats mondiaux sur le jeu Teamfight Tactics (TFT), Solary se lance dans l'esport TFT avec le joueur Voltariux, un des deux français ayant réussi à se qualifier pour les phases finales de la compétition.
| Pseudo       | Nom              | Arrivée       | Départ           | Équipe précédente  | Équipe suivante |
| ------------ | ---------------- | ------------- | ---------------- | ------------------ | --------------- |
| « L3s Coco » | Mathieu Nencioni | 28 avril 2022 | 28 décembre 2022 | -                  | Gentle Mates    |
| « Xperion »  | Alexis Cepiteli  | 2 avril 2023  | 30 juin 2024     | Project Conquerors | Rocalys Esport  |

### Dragon Ball FighterZ(2022-)
En juillet 2022, la structure annonce le recrutement du joueur « Yasha » quelques jours avant le tournoi mondial du jeu de combat Dragon Ball FighterZ[source secondaire souhaitée].
En août 2023, Solary annonce que Mohamed « Kayne » Sobti représentera la structure juste pour l'EVO 2023 sur DBFZ et Street Fighter 6 aux côtés de « Yasha »[source secondaire souhaitée].

### Valorant(2023-2024)
Le 2 avril 2023, Solary annonce son premier roster Valorant composé principalement de l'ancien roster de la team HEET : "Amilwa" (Capitaine), "b2kk", "memset", "Kinguyen" et "juseu" qui seront coaché par "elemeNt".
Solary participe donc à la VCL (Valorant Challenger League) française. Pour la fin du split "Amilwa" sera remplacé par "elemeNt". Solary finira le split au portes des play-offs à la 7e place avec 8 victoires et 10 défaites, après un split compliqué Solary décide de ne pas participer à la coupe de France et de se concentrer sur le split 2024 en changeant de roster.
Pour le roster 2024, "memset" prolonge chez Solary tandis que "Kinguyen" fait son retour, l'équipe est complétée par "iDex", "Sevire" et "APO" avec en tant que coach "Max0b"[source secondaire souhaitée].
Solary annonce en mi-novembre 2024, la dissolution de la section Valorant.

### FIFA(2019-2020)
Solary a eu pendant un peu plus d'un an un joueur FIFA avant d'abandonner ce jeu après le départ du joueur.

## Résultats sportifs
Cette section ne s'appuie pas, ou pas assez, sur des sources secondaires ou tertiaires indépendantes du sujet. Le texte peut contenir des analyses inexactes ou inédites de sources primaires.
Pour l'améliorer, ajoutez-en, ou placez des modèles {{Source secondaire souhaitée}} ou {{Source secondaire nécessaire}} sur les passages mal sourcés. (décembre 2024)

### Palmarès
| League of Legends                                                                    | Teamfight Tactics | Trackmania | Super Smash Bros. Ultimate |
| ------------------------------------------------------------------------------------ | --- | --- | --- |
| - DreamHack Tours 2019 - Finaliste Lyon Esport 2021                                  | - World Championship : - 4e au Champion Galaxies en 2020 - Rising Legends - (EMEA) : - Second au G&G en 2022 - Second au MA! Golden Spatula Cup 3 en 2023 - HexLeague : - Champion Split 1 en 2022 - Champion Set 9.5 en 2023 - Fresh Cup : - Vainqueur 5e édition en 2022 - Conquerors Cup : - Champion TGS Edition #1 en 2021 | - Trackmania Grand League : - Vice-Champion World CUP en 2023 - Champion World CUP en 2022 - Champion World CUP en 2021 - Champion d'hiver en 2021 - Champion de printemps en 2020 - Champion d'hiver en 2020 | - Glutonny : - 1er Battle of BC 7 en 2025 - 1er UFA en 2023 - 1er ReWired Fest en 2023 - 1er Tera en 2023 - 1er SLYLAN en 2023 - 1er Icarus en 2023 - 1er Pound en 2022 - 2ème Genesis 8 en 2022 - 3e EVO en 2019 |
| Heartstone                                                                           | Valorant | Dofus | Rocket League |
| - Vice-Champion Masters Tour Ironforge en 2021 - Champion Masters Tour Seoul en 2019 | | - Dofus Masters : - Champion en 2023 | |